# Disa pygmaea
Disa pygmaea é uma espécie de orquídea terrestre com pequenas flores, pertencente à subtribo Disinae. Apesar de durante muito tempo ter sido classificada em um gênero à parte denominado Monadenia, análises moleculares recentes indicam seu melhor posicionamento no gênero Disa.
Esta espécie é originária do Cabo Setentrional, na África do Sul. Trata-se de planta delicada com folhas ao longo do caule, com inflorescências bastante densas comportando muitas flores minúsculas apenas de interesse botânico, de rostelo simples e viscídio único.